# Samantha Wildman
„Samantha Wildman” este un personaj secundar din serialul TV Star Trek: Voyager din franciza Star Trek. Este interpretat de Nancy Hower.
Ofițer științific, căsătorită cu un Ktarian pe nume Greskrendtregk. Atunci când s-a alăturat echipajului navei USS Voyager, Wildman nu știa că era însărcinată cu o fetiță. Ea îi dă naștere lui Naomi în 2372 și îl alege pe Neelix ca naș de botez al fiicei sale. Wildman își continuă îndatoririle de ofițer, crescându-și în același timp fiica.